# Matanza de Atocha de 1977
La matanza de Atocha de 1977 fue un atentado terrorista cometido por un comando ultraderechista en el centro de Madrid la noche del 24 de enero de 1977, en el marco del llamado terrorismo de ultraderecha. Cinco abogados laboralistas del Partido Comunista de España (PCE) y de Comisiones Obreras (CC. OO.) fueron asesinados, lo que marcó la Transición española iniciada tras la muerte del dictador Francisco Franco.
Los abogados laboralistas asesinados fueron Enrique Valdelvira Ibáñez, Luis Javier Benavides Orgaz y Francisco Javier Sauquillo. También mataron al estudiante de Derecho Serafín Holgado y al administrativo Ángel Rodríguez Leal. Además, en el atentado fueron gravemente heridos Miguel Sarabia Gil, Alejandro Ruiz-Huerta Carbonell, Luis Ramos Pardo y Lola González Ruiz.
Un comando ultraderechista penetró en un despacho de abogados laboralistas de Comisiones Obreras (CC. OO.) y militantes del Partido Comunista de España (PCE), situado en el número 55 de la calle de Atocha y abrió fuego contra los allí presentes, matando a cinco personas y dejando heridas a cuatro. Fueron condenados José Fernández Cerrá y Carlos García Juliá a un total de 193 años a cada uno de ellos, y a Francisco Albadalejo —vinculado a FET de las JONS—, a un total de 73 años.
El periódico italiano Il Messaggero publicó en marzo de 1984 que neofascistas italianos habían participado en la matanza, tesis que fue respaldada en 1990, cuando un informe oficial italiano relató que Carlo Cicuttini, un neofascista italiano próximo a la organización Gladio —una red clandestina anticomunista dirigida por la CIA—, había participado en la matanza. Cicuttini había escapado a España, donde adquirió la nacionalidad española, después del atentado de Peteano de 1972, hecho con Vincenzo Vinciguerra.
En la actualidad, existen calles y plazas en 23 ciudades de la Comunidad de Madrid que recuerdan a las víctimas del atentado.

## El atentado
Los terroristas llamaron al timbre del piso entre las 22:30 y 22:45 del 24 de enero de 1977. Al parecer, iban en busca del dirigente comunista Joaquín Navarro Fernández, secretario general del Sindicato de Transportes de CC. OO. en Madrid, convocante de unas huelgas anteriores que, en buena medida, desarticularon la que llamaban mafia franquista del transporte. Al no encontrarlo, ya que había salido un poco antes, decidieron matar a los presentes. Eran dos jóvenes con armas de fuego con quienes iba una tercera persona, encargada de cortar los cables del teléfono y registrar los despachos. Esa misma noche, varios individuos asaltaron también un despacho del sindicato UGT, en la calle Fernando VI, que se hallaba vacío.
Como consecuencia de los disparos resultaron muertos los abogados laboralistas Enrique Valdelvira Ibáñez, Luis Javier Benavides Orgaz y Francisco Javier Sauquillo; el estudiante de Derecho Serafín Holgado; y el administrativo Ángel Rodríguez Leal. Resultaron gravemente heridos Miguel Sarabia Gil, Alejandro Ruiz-Huerta Carbonell, Luis Ramos Pardo y Lola González Ruiz, casada con Sauquillo.
Una de las abogadas del bufete, Manuela Carmena, logró evitar el atentado porque Luis Javier Benavides le había pedido usar su despacho para una reunión, así que se marchó a otro bufete situado a dos manzanas de distancia en la misma calle. 38 años después, Manuela Carmena fue alcaldesa de Madrid, ciudad donde se produjo la masacre, entre 2015 y 2019.

## Legalización del PCE

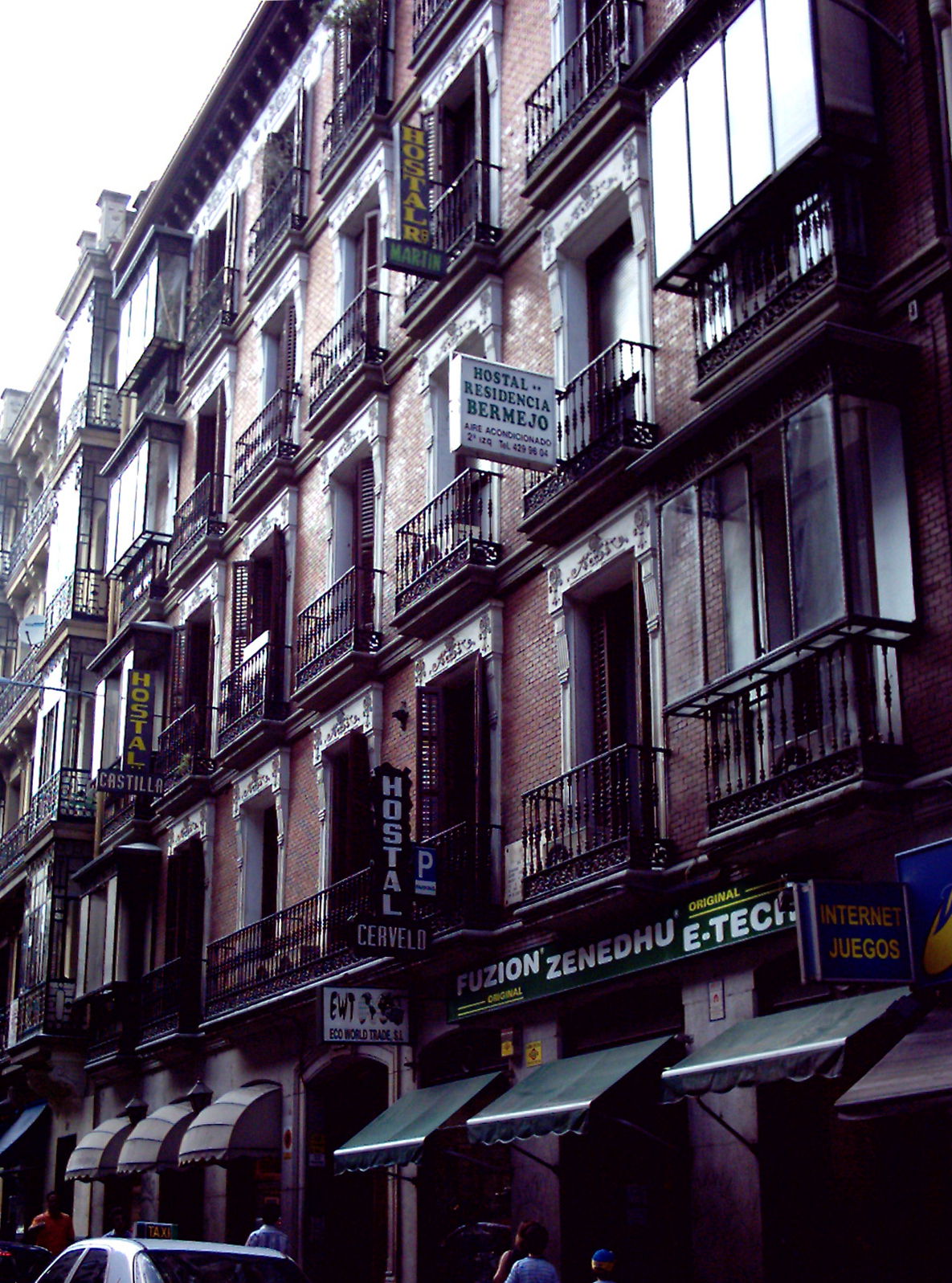
Calle de Atocha en Madrid

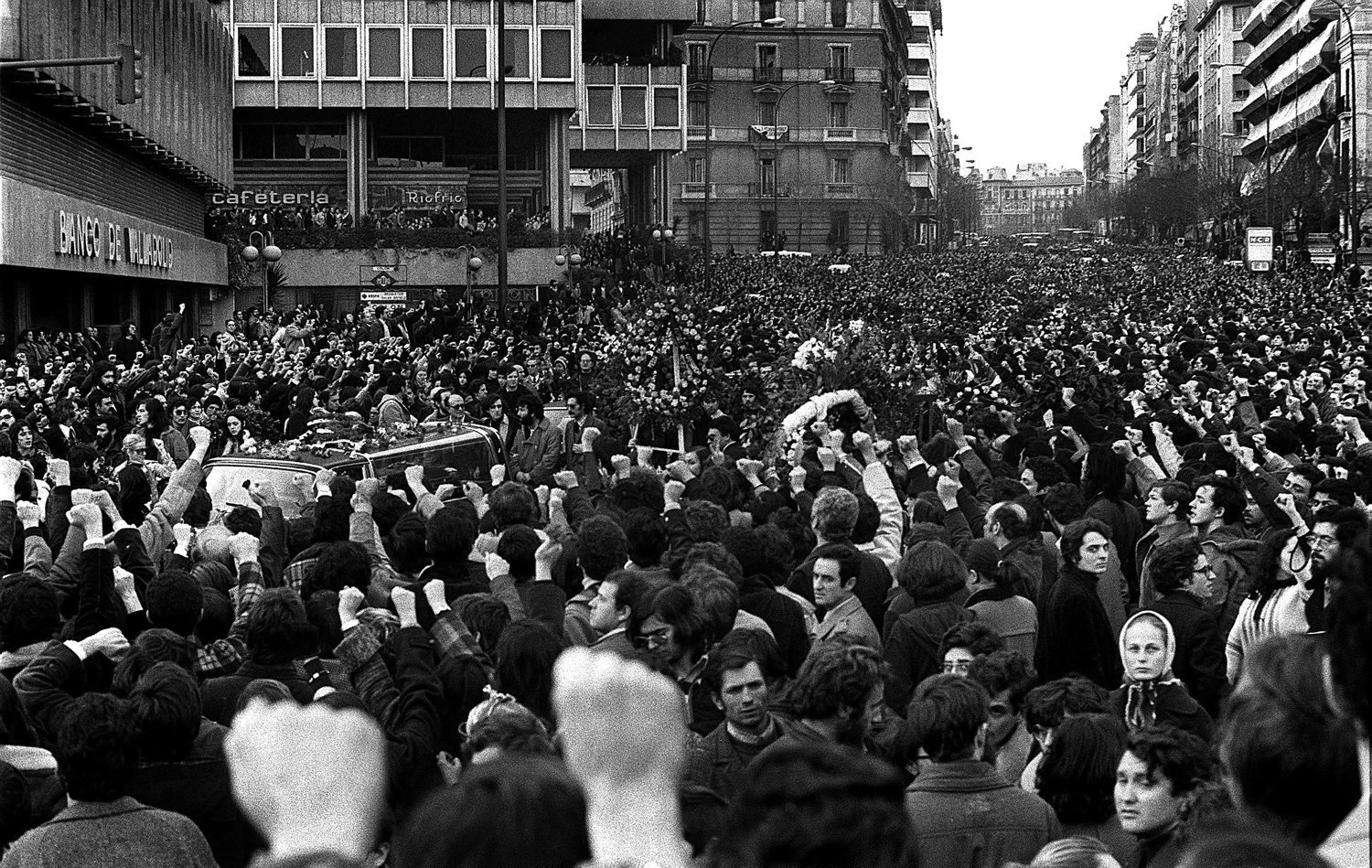
Miles de personas se congregan ante el paso del cortejo fúnebre de los asesinados en la «Matanza de Atocha» (Madrid, 26 de enero de 1977). Esta manifestación silenciosa y pacífica (muchas personas levantan los puños al paso de los coches fúnebres) fue decisiva para que el presidente del gobierno Adolfo Suárez decidiera legalizar al Partido Comunista de España dos meses y medio después (el «Sábado Santo Rojo»).

El PCE seguía siendo ilegal. El secretario general del Partido Comunista de España, Santiago Carrillo, había regresado clandestinamente del exilio en febrero de 1976. Sin embargo, meses después su presencia era vox populi y su detención sirvió para forzar el reconocimiento y legalización del PCE. Fue detenido el 20 de diciembre de 1976 y, al no existir motivos legales para mantenerlo en prisión ni expulsarlo de España, fue puesto en libertad días después.
En los dos días anteriores, en lo que conoce como la Semana Negra de Madrid, habían muerto otras dos personas relacionadas con movimientos de izquierda, Arturo Ruíz a manos de la misma Triple A y Mariluz Nájera por un bote de humo lanzado por la policía a corta distancia durante una manifestación en protesta por la muerte del primero. Debido a todo ello, se temía una reacción violenta que ayudase a desestabilizar aún más la transición política.
Al entierro de las víctimas de Atocha asistieron más de cien mil personas. Fue la primera manifestación multitudinaria de la izquierda después de la muerte del dictador Franco, y transcurrió en silencio y sin incidentes. Le siguieron importantes huelgas y muestras de solidaridad en todo el país, además de un paro nacional de trabajadores el día después del atentado. En estas muestras de fuerza se dio la paradoja de que las fuerzas de seguridad incluso protegieron a los miembros de un partido todavía ilegal, contribuyendo en buena medida —incluso algunos lo consideran como el momento decisivo[¿quién?]— para su legalización. En abril, tres meses después, la legalización se oficializó el día conocido como Sábado Santo Rojo, por ser sábado de la Semana Santa, festividad católica para así aprovechar y mitigar parte de la oposición política y militar en vacaciones. En febrero el gobierno de Adolfo Suárez ya había comenzado a legalizar otros partidos, como el PSOE o el PNV.

Foto del entierro

La matanza de Atocha es quizás el momento más grave de los distintos sucesos violentos que van sucediéndose, poniendo en peligro un cambio político y social en el país, con atentados del grupo terrorista vasco ETA —responsable de 28 muertos en 1977—, el maoísta GRAPO —en el mismo mes responsable de la muerte de dos guardias civiles y un policía— o, por ejemplo, de otras organizaciones, como el Movimiento por la Autodeterminación e Independencia del Archipiélago Canario (MPAIAC). En junio se convocan las primeras elecciones generales democráticas posteriores a la dictadura franquista, en un ambiente de gran efervescencia o inquietud social y político que a muchos les recordó la proclamación de la Segunda República en 1931.

## Capturas

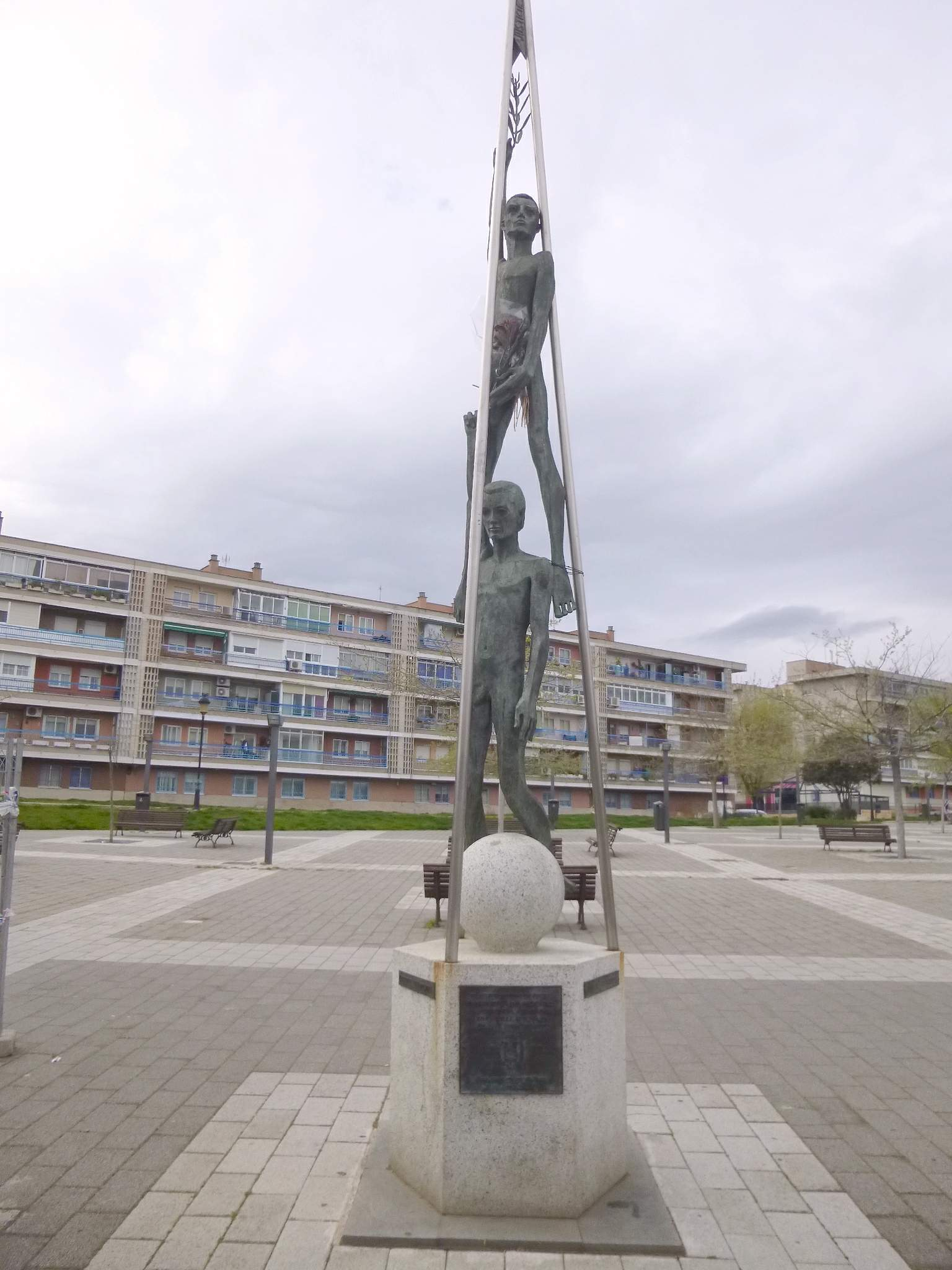
Monumento a los abogados de Atocha erigido en Pinto, Comunidad de Madrid, en 2002.

Los asesinos, creyéndose bien amparados por sus contactos políticos, no se tomaron la molestia de huir de Madrid. Desconocían que para el Gobierno era una prioridad capturarlos, de tal modo que se confiase en el proceso de transición democrática. 
En pocos días, la Policía Armada detuvo a José Fernández Cerrá, Carlos García Juliá y Fernando Lerdo de Tejada en calidad de autores materiales de los hechos, y a Francisco Albadalejo Corredera —secretario provincial del Sindicato Vertical del transporte, estrechamente vinculado con la mafia del transporte— como autor intelectual. También fueron detenidos Leocadio Jiménez Caravaca y Simón Ramón Fernández Palacios, excombatientes de la División Azul, por suministrar las armas, y Gloria Herguedas, novia de Cerrá, como cómplice. Sin embargo, los propios agentes declinaron cobrar la recompensa por su captura. Durante el juicio se llamó a declarar a conocidos dirigentes de la extrema derecha, como Blas Piñar y Mariano Sánchez Covisa. 

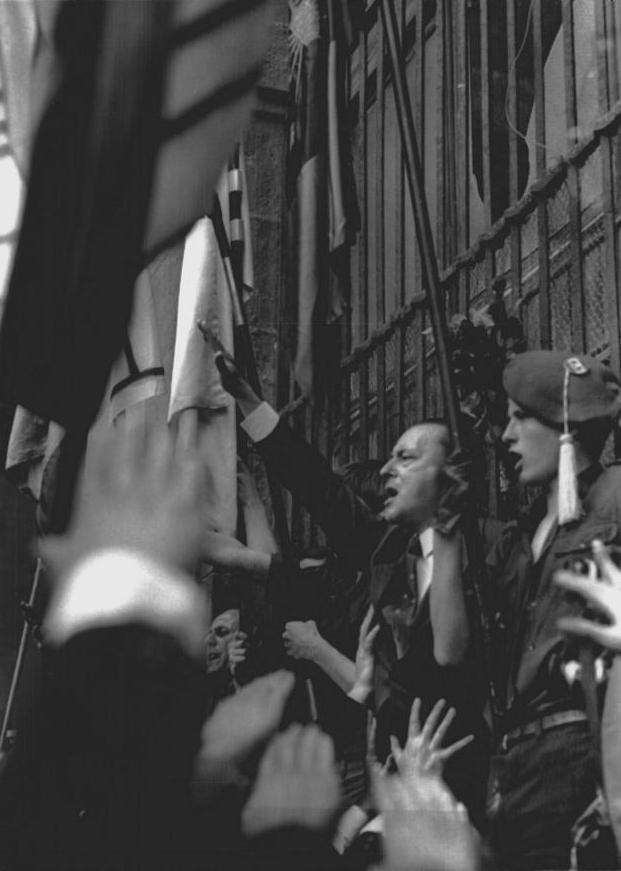
Carlos García Juliá, a la derecha, con boina, junto al dirigente de Fuerza Nueva Blas Piñar.

No obstante, hubo dudas y polémica de si no habría alguien con una mayor responsabilidad en los atentados. El juez de la Audiencia Nacional encargado del caso, Rafael Gómez-Chaparro Aguado, se negó a investigar más allá de los encausados comentados. La fuga antes del juicio de Lerdo de Tejada, que continúa en paradero desconocido a pesar de que su delito prescribió en 1997, durante un extraño permiso penitenciario por Semana Santa que el juez Gómez-Chaparro le concedió en abril de 1979, contribuyó a profundizar estas dudas que han perdurado hasta la actualidad. Además, Simón Ramón Fernández Palacios falleció el 23 de enero de 1979. La mayoría de los criminales estaban próximos a FE.
La Audiencia Nacional condenó a los acusados a un total de 464 años de cárcel. José Fernández Cerrá y a Carlos García Juliá, autores materiales de los hechos a 193 años de prisión cada uno; 63 años a Francisco Albadalejo Corredera —fallecido en prisión en 1985—; 4 años a Leocadio Jiménez Caravaca —fallecido en 1985 de cáncer de laringe—, y a Gloria Herguedas Herrando, a un año. Uno de los heridos, Miguel Ángel Sarabia, comentaba al respecto en 2005: «Aunque ahora parezca poca cosa, el juicio de los asesinos de Atocha, en 1980 —pese a la arrogancia de los acusados, con camisa azul y muchos asistentes, también de uniforme—, fue la primera vez que la extrema derecha fue sentada en el banquillo, juzgada y condenada».
García Juliá se fugó también 14 años después, al serle concedida la libertad condicional con todavía pendientes más de 3800 días o unos 10 años de prisión. Fue detenido en Brasil en 2018 y extraditado a España el 7 de febrero de 2020 Fernández Cerrá puesto en libertad tras 15 años en la cárcel, algunos lo sitúan trabajando en una empresa de seguridad. Jaime Sartorius, abogado de la acusación particular, declararía años después: «Faltan las cabezas pensantes. No nos dejaron investigar. Para nosotros, las investigaciones apuntaban hacia los servicios secretos, pero sólo apuntaban. Con esto no quiero decir nada».
Después de las revelaciones del primer ministro italiano Giulio Andreotti en octubre de 1990 acerca de la red Gladio, una organización secreta anticomunista durante la guerra fría, un reporte del CESIS italiano informaba que Carlo Cicuttini había participado en la matanza de Atocha.

## Sentencia condenatoria
El tribunal que dictó sentencia el 4 de marzo de 1980 consideró que los procesados Francisco Albadalejo —secretario del Sindicato Vertical del Transporte Privado de Madrid y vinculado a FET y las JONS—, José Fernández Cerrá, Carlos García Juliá y Leocadio Jiménez Caravaca constituían un «grupo activista e ideológico, defensor de una ideología política radicalizada y totalitaria, disconforme con el cambio institucional que se estaba operando en España». El fallo condenó a José Fernández Cerrá y Carlos García Juliá a un total de 193 años a cada uno de ellos, y a Francisco Albadalejo, a un total de 73 años. Carlos escapó a Brasil en 1994 tras pasar 12 años en prisión y conseguir la libertad condicional, pero en 2020 se tramitó su extradición. El 7 de febrero de 2020 fue trasladado a España por la Interpol y fue encarcelado en Soto del Real.

## Reconocimiento a las víctimas
El 11 de enero de 2002, el Consejo de Ministros concedió la Gran Cruz de la Orden de San Raimundo de Peñafort a los tres abogados y el estudiante fallecidos, mientras que a Ángel Rodríguez Leal, en tanto que administrativo, se le otorgó la Cruz de la Orden de San Raimundo de Peñafort. Esta condecoración es la más alta distinción con la que se reconoce en la Justicia de España a quienes han destacado a lo largo de su vida por sus méritos profesionales y humanos al servicio del Derecho.
En el mes de noviembre de 2005 falleció Luis Ramos, uno de los abogados heridos en el atentado. Sus amigos y la Fundación Abogados de Atocha le rindieron un homenaje en el Ateneo de Madrid el 14 de enero de 2006. Como lema del homenaje figuró la frase de Paul Eluard «Si el eco de su voz se debilita, pereceremos». Miguel Sarabia murió en Madrid el 20 de enero de 2007 tras una larga enfermedad, y el 30 de enero de 2015 lo hacía, también en Madrid, Lola González Ruiz.

## Premios Abogados de Atocha
Los Premios Abogados de Atocha distinguen a instituciones o personas que destacan en la defensa de los derechos humanos y la lucha por la libertad. Son otorgados por CCOO Castilla-La Mancha y la Fundación Instituto de Estudios Sociales del Comisiones Obreras y su objetivo es mantener la memoria de los abogados laboralistas asesinados en Madrid por la extrema derecha en 1977 y recordar que ninguno de los condenados está cumpliendo su condena.

### Primera etapa
El premio fue instituido en 2002 como Premio Internacional de Abogados de Atocha bajo los auspicios del Consejo de Gobierno de Castilla-La Mancha, aceptando así la petición realizada por CCOO. El galardón se regulaba mediante decreto de dicho Consejo y tenía carácter anual. El primer premio se otorgó coincidiendo con el 25.º aniversario de la Matanza de Atocha. 
Premios:
- 2002: Vidal de Nicolás, presidente del Foro de Ermua
- 2004: Frei Betto, programa "Hambre cero" de Brasil
- 2007: ONG "Nuestras hijas de regreso a casa" de Mujeres de Ciudad Juárez de Méjico
- 2008: Aung San Suu Kyi, política birmana y Premio Nobel de la Paz 1991
- 2009: Manuel López, a título póstumo
- 2010: Paquita Sauquillo,  abogada y política española
- 2011: Marcelino Camacho -a título póstumo- y Nicolás Redondo

Tras esta edición, el Gobierno de Castilla-La Mancha, presidido por Cospedal, suprimió el premio, lo que fue considerado "una muestra de su escaso compromiso democrático y su inexistente voluntad para mantener viva la memoria histórica y la lucha antifranquista".

### Segunda etapa
CCOO Castilla-La Mancha, a través de la Fundación Instituto de Estudios Sociales de Comisiones Obreras, tomó la decisión de retomar las actividades de homenaje y recuerdo a los asesinados. Tras los actos de recuerdo en los años 2012 y 2013, en 2014, CCOO de Castilla-La Mancha procedió a crear el Premio Abogados de Atocha de Castilla-La Mancha, de carácter anual El galardón es formalmente concedido por la Fundación Instituto de Estudios Sociales de Comisiones Obreras.
Premios:
- 2014: Manuela Carmena, cofundadora del despacho de abogados laboralistas de Atocha, exjueza y exalcaldesa de Madrid.
- 2015: José Antonio Martín Pallín, exfiscal y magistrado emérito del Tribunal Supremo
- 2016: Enrique Lillo, abogado laboralista
- 2017: Almudena Grandes, escritora
- 2018: Raimon, cantautor
- 2019: Rosa María Mateo Isasi, periodista, presidenta de RTVE.
- 2020: Juan Diego, actor.
- 2021: Los trabajadores y trabajadoras de los servicios esenciales.
- 2022: Open Arms, organización humanitaria.
- 2023: Joan Manuel Serrat, músico.
- 2024: María Blasco, científica.
- 2025: José Sacristán, actor.

María Blasco

## En la cultura

### Escultura
El abrazo, también conocido como monumento a los abogados de Atocha, diseño de Juan Genovés consistente en una escultura de bronce basada en la pintura homónima del artista. Está erigida en la plaza de Antón Martín en Madrid. 

### Cine
| Año  | Película            | Director            |
| ---- | ------------------- | ------------------- |
| 1979 | Siete días de enero | Juan Antonio Bardem |

El 23 de enero de 2024, se estrenó en la sala Palacio de la Prensa de Madrid, el documental Las armas no borrarán tu sonrisa, dirigido por Adolfo Dufour, impulsado por Manuel Ruiz, hermano de Arturo Ruiz, asesinado durante una manifestación en Madrid, el día anterior y producido por el Colectivo Los Olvidados de la Transición (COT) y Atrapasueños Cinema. En el documental, cuyo objetivo es dar a conocer algunos de los crímenes que tuvieron lugar durante la Transición española y evitar que las víctimas caigan en el olvido, hay una entrevista a Ruiz-Huerta en la que relata cómo fue el atentado.

### Televisión
La matanza de los abogados laboralistas de Atocha del 1977 fue el eje central de las tramas de la octava temporada de la serie de ficción histórica de Amar es para siempre en Antena 3.
En 2024 se estrenó en La 1 la serie de televisión Las abogadas de Patricia Ferreira como obra póstuma. La serie se centra en la vida de las abogadas laboralistas Lola González Ruiz, Manuela Carmena, Paquita Sauquillo y Cristina Almeida, víctimas directa o indirectamente de la matanza de Atocha.

### Literatura
- Pérez Azaústre, Joaquín (2020). “Atocha 55". Almuzara. ISBN 9788417954802.[14]
- Gallo, Alejandro M. (2022). Matanza de Atocha, 1977: Caso Abierto. Reino de Cordelia. ISBN 9788419124296.[15]